# Saison 2015-2016 du Séville FC
Maillots
Chronologie
Saison précédente Saison suivante
La saison 2015-2016 du Séville FC est la 114e saison du club.
Cette saison est marquée par une troisième victoire consécutive, un record, en Ligue Europa contre Liverpool. Séville participe également à la Supercoupe UEFA et à la finale de la Coupe du Roi, toutes deux perdues face au FC Barcelone.

## Saison
Au mois d'août 2015, le club andalou affronte le FC Barcelone en Supercoupe UEFA. Le match, un temps dominé par Séville, s'avère serré et tendu. Finalement, les Catalans s'imposent 5-4 grâce à un but de Pedro.
Cependant, en championnat, Séville connait des difficultés certaines malgré la forme étincelante du français Kevin Gameiro. Il finira septième de la Liga.
En mai 2016, Séville remporte la Ligue Europa contre Liverpool. C'est la troisième victoire d'affilée du club dans la compétition, ce qui est un record. Peu de temps après, Séville s'incline en finale de la Coupe du Roi, une nouvelle fois contre Barcelone.

## Détail des matchs

### Supercoupe de l'UEFA
| 11 août 2015  | FC Barcelone                                              | 5 - 4 ap | Séville FC                                                   | Stade Boris-Paichadze, Tbilissi                 |                                                 |
| 22 h 45 UTC+4 | Messi 7e 16e · Rafinha 44e · Luis Suárez 52e · Pedro 115e | (3 – 1)  | 3e Banega · 57e Reyes · 72e (pen.) Gameiro · 81e Konoplyanka | Spectateurs : 51 940 Arbitrage : William Collum | Spectateurs : 51 940 Arbitrage : William Collum |
| 22 h 45 UTC+4 | Rapport                                                   |          |                                                              | Spectateurs : 51 940 Arbitrage : William Collum | Spectateurs : 51 940 Arbitrage : William Collum |